# Núi Myorak
Myŏraksan, đôi khi viết núi Myorak, là một núi ở biên giới các huyện Rinsan và P'yŏngsan thuộc tỉnh Bắc Hwanghae ở Cộng hòa Dân chủ Nhân dân Triều Tiên. Núi này cao 818 m. Một khu vực bảo tồn rộng 3440 ha được thành lập tại khu vực vào năm 1959. Đây là một trong nơi sinh sống của chim gõ kiến Tristram trên thế giới.